# The Stone Carvers (Film)
The Stone Carvers ist ein US-amerikanischer Dokumentarfilm von Marjorie Hunt aus dem Jahr 1984, der mit einem Oscar ausgezeichnet wurde. 

## Inhalt

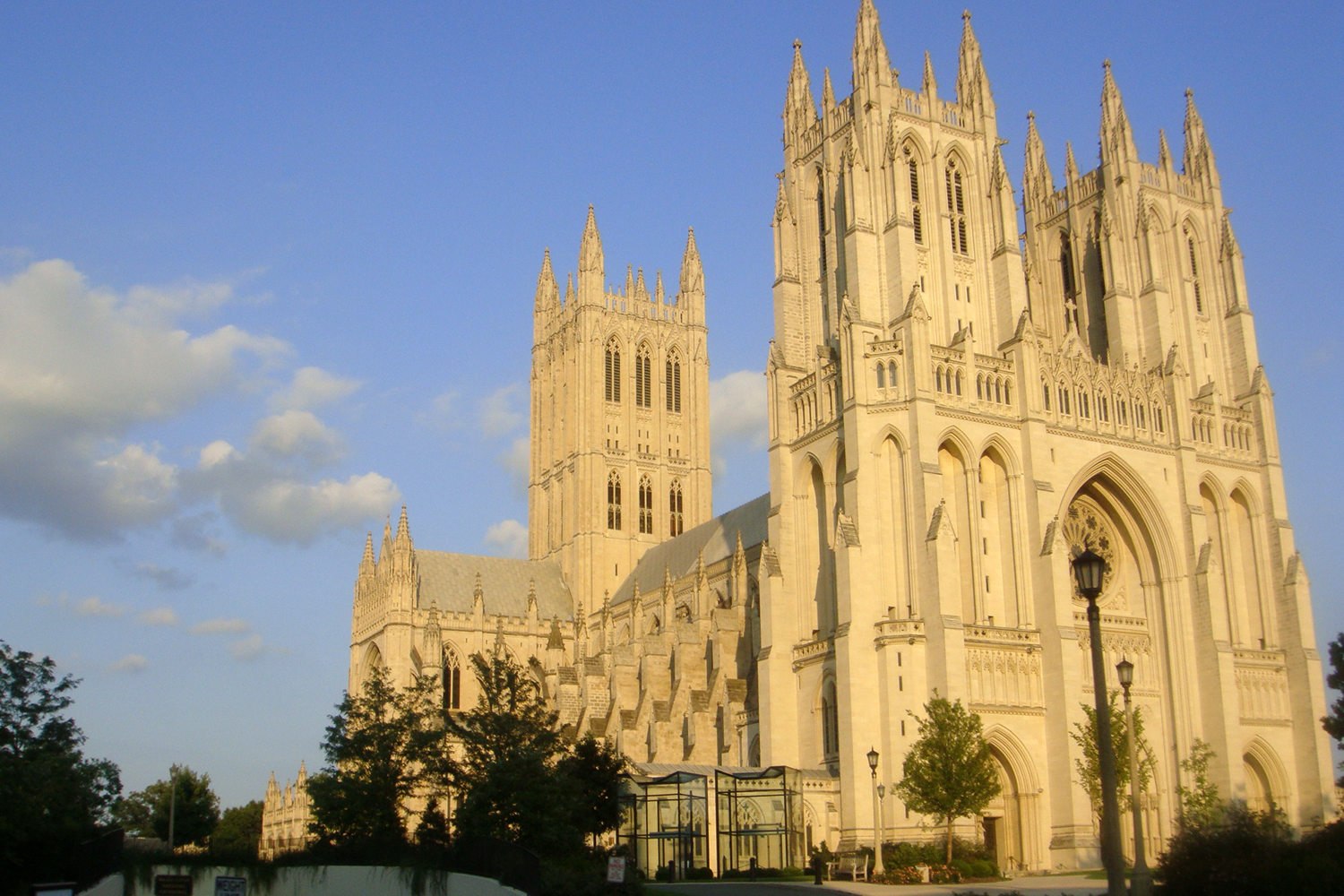
National Cathedral in Washington D.C.

Der Film zeigt die Arbeit der letzten Steinbildhauer der USA, die an der Washington National Cathedral arbeiten. Die Arbeiter beschreiben ihr Handwerk und sind sich des kulturellen Hintergrunds bewusst, an den sie mit ihrer Arbeit gebunden sind und bestenfalls anschließen sollen. Ebenso berichten die Steinbildhauer über den nachlassenden Gebrauch von Stein-Ornamenten in der Architektur und geben einen Einblick in die Geschichte der Steinbildhauerei. Berichtet wird zudem über die kulturellen Kräfte, die die Cathedral und das Handwerk insgesamt geprägt haben. Auch wird versucht, anhand einzelner Orte in der Kathedrale, die besichtigt werden, die Geschichte zu erzählen, die hinter diesen Arbeiten steckt.

## Auszeichnung
1985 wurden Marjorie Hunt und Paul Wagner für und mit dem Film in der Kategorie „Bester Dokumentar-Kurzfilm“ mit dem Oscar ausgezeichnet.